# El Llano y Anexas
El Llano y Anexas är en ort i Mexiko.   Den ligger i kommunen Bustamante och delstaten Tamaulipas, i den centrala delen av landet, 400 km norr om huvudstaden Mexico City. El Llano y Anexas ligger 2 087 meter över havet och antalet invånare är 425.
Terrängen runt El Llano y Anexas är huvudsakligen kuperad. El Llano y Anexas ligger uppe på en höjd. Runt El Llano y Anexas är det mycket glesbefolkat, med 7 invånare per kvadratkilometer. Närmaste större samhälle är La Cardona, 6,7 km norr om El Llano y Anexas. Omgivningarna runt El Llano y Anexas är i huvudsak ett öppet busklandskap.